# Crassimarginatella papulifera
Crassimarginatella papulifera är en mossdjursart som först beskrevs av William MacGillivray 1882.  Crassimarginatella papulifera ingår i släktet Crassimarginatella och familjen Calloporidae. Inga underarter finns listade i Catalogue of Life.